# Johannes Jütting
Johannes P. Jütting (geb. 1966 in Münster) ist Ökonom bei der Organisation für wirtschaftliche Zusammenarbeit und Entwicklung (OECD) in Paris.

## Werdegang
1994 erlangte Jütting sein Diplom als Agrarökonom an der Humboldt-Universität zu Berlin. 1997 promovierte er dort mit einer Arbeit über Preiseffekte im Grundnahrungsmittelsektor.
Von 1997 bis 2002 war er wissenschaftlicher Mitarbeiter am Zentrum für Entwicklungsforschung in Bonn (ZEF), wo er eine Forschungsgruppe zum Thema Armut leitete.
2002 habilitierte er in Entwicklungsökonomie an der Universität Bonn und wurde dort Privatdozent.
Von 2002  bis 2008 war er Senior Economist am OECD Development Centre und mit den Themen Beschäftigung, Gender, Sozialschutz und Institutionen befasst.
Von 2008 bis 2012 leitete er das Global Development Team am OECD Development Centre.
Seit 2012 ist Jütting Executive Head der Partnership in Statistics for Development in the 21st Century (PARIS21), die bei der Organisation für wirtschaftliche Zusammenarbeit und Entwicklung (OECD) angesiedelt ist. PARIS21 ist eine globale Datenpartnerschaft, die die Erstellung und Nutzung von Statistiken für ein besseres Leben, insbesondere in armen Ländern und fragilen Staaten, unterstützt.

## Publikationen
Jütting ist Verfasser zahlreicher Publikationen u. a. in Fachzeitschriften wie World Development und dem Journal of Human Development. Er veröffentlichte u. a. folgende Monographien:
- OECD DAC Report (2017) – Data for Development, OECD, Paris – Lead Author
- Perspectives on Global Development 2011: Social Cohesion – Lead author , OECD Development Centre, Paris
- Perspectives on Global Development 2010: Shifting Wealth (2010), OECD Development Centre, OECD Publishing, Paris.
- Atlas of Gender and Development: How Social Norms Affect Gender Equality in nonOECD countries (2010), OECD Development Centre, OECD Publishing, Paris.
- Jütting, J. and De Laiglesia, J. R. (2009): Is Informal Normal? Towards more and better Jobs in Developing Countries, OECD Development Centre, Paris.
- Jütting, J., Drechsler, D., Bartsch,S. and de Soysa, I. (2007): Informal Institutions – how social norms help or hinder development. OECD Development Centre Studies.
- Jütting, J. (2004): Health Insurance for the Poor in Developing Countries. Ashgate Publishers.
- Jütting, J. (1997): Preiseffekte im Grundnahrungsmittelsektor der Côte d’Ivoire nach der Abwertung des Franc CFA: Ein Beitrag zur Strukturanpassung und Armut. Kiel: Wissenschaftsverlag Vauk (Arbeiten zur Agrarwirtschaft in Entwicklungsländern).